# الأطفال الذهبيون الثلاثة
تشير الأطفال الذهبيون الثلاثة إلى سلسلة من القصص الشعبية المتعلقة بدالة الزوجة المُفترى عليها، حاملة الرقم k2110.1 في فهرست دالات الأدب الشعبي. يشير الاسم إلى حلقة من الحكايا حيث تلد امرأة أطفالًا عجيبي المظهر، لكن أطفالها يؤخذون منها والفاعل إما أقاربها الغيورين أو حماتها، ويعاقبها زوجها عقابًا قاسيًا. ولا يُلم شمل العائلة ويُعاقب الأقارب الغيورون إلا بعد انقضاء سنوات. وفقًا للفولكلوري ستيث تومسون، الحكاية «واحدة من أفضل ثماني أو عشر حبكات معروفة في العالم».
من الأسماء البديلة لنمط الحكاية الأبناء الذهبيون الثلاثة، وطائر الحقيقة، وبالبرتغالية: ’الصبية ذوو النجوم الصغيرة على جباههم‘، وبالروسية: ’الأطفال الرائعون أو الأعجوبة‘، وبالمجرية: ’التوائم ذهبيو الشعر‘.

## نظرة عامة
يستند الملخص التالي إلى إعادة بناء جوزيف جاكوبس للحكاية في كتاب أوروبا الخرافي، وإلى التحليل العام الذي أجراه آرثر برنارد كوك في كتابه: زيوس، دراسة في الديانة القديمة، وإلى وصف نوع الحكاية في تصنيف فهرست آرني وتومسون وأوثر للحكايا الشعبية والخرافية.
يمر الملك من أمام منزل أو مكان آخر حيث تثرثر ثلاث أخوات أو تتكلمن، وتقول الصغرى إنها، إن تزوجها الملك، فستحمل له «أطفالًا أعجوبة» (يميل مظهرهم الغريب إلى التفاوت، لكنهم يرتبطون عادة بدالات فلكية على جزء ما من أجسادهم، كالشمس أو القمر أو النجوم). يسمع الملك كلامهن مصادفة ويتزوج الأخت الصغرى، ما يثير غيرة الأختين الأكبر أو استياء الجدة. وهكذا، يحرم الأقارب الغيورون الأم من وليديها (وهم في بعض الحكايات توءمين، أو ثلاثة تواءم، أو ثلاث ولادات متعاقبة، لكن الصبي هو الأصغر)، إما باستبدال حيوانات بالأطفال أو باتهام الأم بأنها التهمتهم. تُنفى أمهم من المملكة، أو تعاقب عقابًا شديدًا (تُسجن في زنزانة أو في قفص، أو في جدار، أو تدفن حتى جذعها). في هذه الأثناء، إما يخفي خادم في القلعة (بستاني، أو طباخ، أو جزار) الأطفال، أو يُلقون في الماء، لكن عائلة حاضنة لا أطفال لها (صياد أو طحان، إلخ) تجدهم وتربيهم على مسافة من منزل الأب.
بعد سنوات، وبعد أن يبلغوا عمرًا محددًا، يعطيهم مساعد سحري (جنية أو مريم العذراء في النسخ الأكثر تدينًا) وسائل النجاة في العالم. بُعيد ذلك، ينتقل الأطفال إلى جوار القصر الذي يعيش فيه الملك، ثم تدرك خالاتهم، أو جدتهم، أن أطفال أختهن/ أحفادها على قيد الحياة ويرسلن القابلة (أو الخادمة، أو الساحرة، أو الأمة) أو يتنكرن ليخبرن الأخت بأن منزلهم يحتاج إلى بعض الأغراض العجيبة، ويغرين البنت لتقنع أخاها/ أخويها بالشروع في رحلة البحث (المحفوفة بالمخاطر). تتفاوت الأغراض أيضًا، لكنها في نسخ كثيرة ثلاثة كنوز: (1) الماء، أو منبع مائي ما (كنبع أو عين أو بحر أو جدول) له خصائص خيالية (كأن تكون عينًا ذهبية أو سائلًا يعيد الشباب)، (2) شجرة سحرية (أو غصنًا، أو فرعًا، أو زهرة، أو فاكهة تكون في العادة تفاحًا) لها قوى غريبة (كأن تصدر الموسيقى أو تغني)، (3) طائر عجائبي يمكنه قول الحقيقة، ويجيد لغات عديدة و/ أو يحول الناس إلى حجارة.
انطلق الأخ/ الأخوة في رحلته/ رحلتهما، لكنه/ لكنهما أعطى/ أعطيا الأخت تذكارًا حتى تعرف أنه/ أنهما على قيد الحياة. في آخر الأمر، يلتقي الأخوين شخصية (حكيمًا أو غولًا، إلخ) تحذرهما ألا ينصتا إلى الطير، وإلا سيتحجران (أو يتحولون إلى ملح أو إلى أعمدة رخامية). يفشل الأخ الأول في الرحلة، وكذا يفعل الثاني. وعندما ترى الأخت أن لون التذكار قد تغير، تدرك أن شقيقيها في خطر وتغادر لتنهي رحلة البحث عن الأغراض العجائبية وتنقذ أخاها/ أخويها.
بعد ذلك، إما يدعو الأخوة الملك أو يدعو الملك الأخوين وأختهم إلى وليمة في القصر. وبناء على تعليمات الطير، يستعرض الأشقاء آدابهم في خلال الوجبة (وفي بعض النسخ، يقترحون دعوة الملكة المذمومة، وفي غيرها، يعطون وجبتهم المسمومة لبعض الكلاب). ثم، يكشف الطير الحقيقة كلها، ويلم شمل الأطفال بوالديهم، ويُعاقب الأقارب الغيورون.

## الدالات
وفقًا لدانييل أراندا، فإن الحكاية تطور القصة في مرحلتين: حكاية الزوجة المفترى عليها، ومغامرات الأطفال ثانيتهما، حيث تتحول الأم إلى غاية الرحلة. في الصدد نفسه، كتبت الفلكلورية الفرنسية ماري لويز تينيز أن الرواية تحدث على امتداد جيلين: الأول تمثله الزوجة/ الأم المشهر بها («البطل المستتر»)، والثاني، حيث يصير الأطفال «الأبطال الحقيقيون» أو «الأبطال الفاعلون».

### الزوجة المظلومة والأخوات الغيورات
كتب تشارلز فيلينغهام كوكسويل إن أم الأطفال الأعجوبة قد تكون مظلومة من قبل أختيها الكبريين، أو نسيب غير شقيق ما (أختها غير الشقيقة أو زوجة أبيها)، أو حماتها. يقترح عالم المقارنات الفرنسي إيمانويل كوسكين أنه، في شكل أصلي افتراضي للحكاية، كانت الأخوات الثلاث تتمنين الزواج بالملك. عقب فقيه اللغة الألماني التشيلي رودولف لينز، متممًا دراسة كوسكين، أن الأختين الكبريين تعدان بأشياء عملية، كطبخ وجبة عظيمة، او حياكة كساء ما للملك، أو خياطة قطعة ملابس، إلخ. على نحو مشابه، كتب عالم الإثنولوجيا الفرنسي كاميل لاكوست دوجاردان، فيما يخص نسخة باللغة القبائلية، أن غيرة الأختين نابعة من عقمهما المُدرَك، وأن وعدهما بأفعال عظيمة من واجبات منزلية مسألة ذات «أهمية كبرى» في نظرهما.
علق عالم الإثنولوجيا فيري إلوين قائلًا إن دالة الملكات الغيورات، بدلًا من الأخوات الغيورات، تُقدَم في سياق زواج تعددي: تستبدل الملكات ابن (أبناء) الملكة الصغرى بحيوانات أو أغراض وتتهمن المرأة بالخيانة. تُنفى الملكة بعد ذلك وتُجبر على العمل في وظيفة مهينة. في نسخ أخرى، تُدفن المرأة المُفترى عليها حتى جذعها أو تُدفن في جدار عقابًا على جريمتها المغلوطة.
في الصدد نفسه، استنتج عالم الإثنولوجيا الفرنسي بول أوتينو، من خلال تحليل الحكايا المشابهة من مدغشقر، إن غيرة الزوجات الأكبر في الزواج المتعدد تحرض محاولتهم ضد الأطفال، وبعد استعادة الأطفال، تُعاقب الزوجات عقابًا مستحقًا، ما يمهد الطريق لعائلة متحدة في زواج واحد مع الملكة المطرودة.